# 万方发展
萬方投資控股集團 （深交所：000638）是中国深圳证券交易所的一家上市公司，主营业务范围为房地产开发与经营业。2011年，该公司主营业务收入为394434163.53元，公司净利润为4719940.88元，公司总资产为817308747.50元。
万方投资控股集团有限公司成立于2000年，以多角化投資為主，跨足礦業、旅遊、地產、餐飲等，擁有萬方品諾、豆撈、安貞烤鴨等餐廳品牌。但主要本業為房地產發展，總員工約3000人。旗下子公司北京万方源房地产开发有限公司為主要獲利來源。
2003年北京市朝阳区太阳宫住宅规划区的万方阿波罗计划大型建案為其一戰成名之作，住宅建筑面积15万平方米，由一幢附带商店的18层式住宅及两幢附带5层综合商业中心的20层联体楼群组成，2003年6月开盘，2004年10月正式入住。之後跨足北京万方家园住宅區和重慶一些建案累積資本，2012年成立万方矿业投资有限公司跨足礦業，致力于贵金属、有色金属、黑色金属、煤炭矿产等，但是沒有代表作，只有拿下海南省昌江县王下金矿的股权转让协议，從海南龙剑实业手中轉移了該金礦發展權，該礦本質已經枯竭，只是有探礦潛力但有待進一步投資探礦，但之後官方壓抑房地產的打房政策開始發酵，加以金價大跌，萬方集團資金開始斷鍊。
礦業項目的另一投資湖南郴州饭垄堆锡铅锌礦，僅在探礦階段，投資巨大但沒有起色，2015年1月份左右一段時間因為財報疑慮等諸多問題股票連續停牌，2月開始事件爆發，央視報導其雲南石林大型住宅項目拖欠農民工工資和工程款數千萬元，支票跳票，其本身管理階層員工也有人已經一年半沒有拿到薪資，2月16日股票再次停牌。